# Regina Steinitz
Regina Steinitz (geborene Anders, geboren 24. Oktober 1930 in Berlin) ist eine deutsche Überlebende des Holocaust, die bis heute als Zeitzeugin auftritt. 

## Leben und Wirken
Regina Anders wurde zusammen mit ihrer Schwester Ruth am 24. Oktober 1930 in Berlin geboren. Als die Zwillinge geboren wurden, hatten sie bereits zwei Brüder aus der Ehe ihrer ehemals christlichen Mutter Martha Rajfeld, die wegen ihrer Heirat mit dem jüdischen Fotografen Moritz Rajfeld zum Judentum übergetreten war. Ihr Mann starb früh an Tuberkulose. Im Fotoatelier arbeitete Simon Welner als Gehilfe, der der Vater der (unehelichen) Zwillinge sowie der beiden Brüder (Benno und Theo) wurde.
Die Schwestern gingen in die jüdische Mädchenschule in der Berliner Auguststraße, wo auch das elterliche Wohnhaus stand. Ihr Vater konnte sich 1938 ins amerikanische Exil retten. Als die Mutter 1940 ebenfalls an Tuberkulose verstarb, wurden Regina und Ruth in das Jüdische Kinderheim in der Fehrbelliner Straße verbracht. Als das Kinderheim geschlossen wurde, lebten sie in einer jüdischen Pflegefamilie, bis sie im März 1943 von der SS abgeholt und ins Gestapo-Sammellager in der Großen Hamburger Straße gebracht wurden. Es gelang ihrem nicht-jüdischen Onkel Robert, dem Bruder der Mutter, beide Zwillingsschwestern zu sich zu holen, da er vorgab, dass nichts über den Vater der beiden bekannt sei. Dort lebte Regina bis zum Kriegsende versteckt, während ihre Schwester zur Großmutter kam.
Sie arbeitete nach dem Krieg zunächst als Säuglingsschwester im Kinderheim und holte ihren Schulabschluss nach. Die Zwillingsschwestern wanderten 1948 gemeinsam nach Israel ins Kibbuz Netzer Sereni aus. Dort traf Regina ihren künftigen Mann Zwi Helmut Steinitz, den sie 1949 heiratete. Sie bekamen einen gemeinsamen Sohn (Amichei, 1952) und eine Tochter (Schlomit, 1962). Seit 2003 ist das Paar oft nach Deutschland gefahren, um ihre Geschichten zu erzählen, gegen das Vergessen. Ihr Mann starb im Sommer 2019.

## Auszeichnungen
- 2012: Franz-Bobzien-Preis (zusammen mit ihrem Mann für das Filmprojekt Leben nach dem Überleben)
- 2021: Bundesverdienstkreuz am Bande[8]

## Werke
- Film: Leben nach dem Überleben - Regina und Zwi Steinitz, Fachoberschülerinnen und Fachoberschüler des Georg-Mendheim-Oberstufenzentrums, Oranienburg, 2011[9]
- Film: Zeitzeugen, Interview: Barbara Kurowska, Daniel Baranowski, 468 Min, Deutschland/Israel, 2011[2]
- Monographie: Regina Steinitz, Regina Scheer: Zerstörte Kindheit und Jugend: mein Leben und Überleben in Berlin. Hrsg.: Leonore Martin und Uwe Neumärker. 1.  Auflage. Stiftung Denkmal für die ermordeten Juden Europas, Berlin 2014, ISBN 978-3-942240-16-1.
- Film: Die Püppchen aus der Auguststraße. Eine Zwillingskindheit in Berlin. Sally Musleh Jaber, Nadja Tenge, 30 Min., 2015[10][11]